# Anapta subtilis
Anapta subtilis is een zeekomkommer uit de familie Synaptidae.
De wetenschappelijke naam van de soort werd in 1887 gepubliceerd door Carel Philip Sluiter.